# Джонні Леоні
Джонні Леоні (нім. Johnny Leoni, нар. 30 червня 1984, Сьйон) — швейцарський футболіст, воротар.
Насамперед відомий виступами за клуб «Цюрих», з яким виграв низку національних трофеїв, а також національну збірну Швейцарії.

## Клубна кар'єра
Народився 30 червня 1984 року в місті Сьйон. Вихованець футбольної школи однойменного клубу. Дорослу футбольну кар'єру розпочав 2001 року в основній команді того ж клубу, в якій провів два сезони. В першому сезоні був дублером Фабріса Борера, проте після того як влітку він покинув команду, Леоні став основним воротарем.
Своєю грою за цю команду привернув увагу представників тренерського штабу клубу «Цюрих», до складу якого приєднався влітку 2003 року, проте до сезону 2005-06 не міг завоювати місце в основному складі, рідко виходячи на поле. Лише після того став основним воротарем клубу. За цей час тричі виборював титул чемпіона Швейцарії та один раз виграв національний кубок.
Влітку 2012 року перейшов до кіпрської «Омонії», проте основним голкіпером не став, через що в лютому 2013 року був відданий в оренду в азербайджанське «Нефтчі», де також став лише дублером основного воротаря команди Саши Стаменковича, через що не провів за команду в чемпіонаті жодної гри.

## Виступи за збірну
З 2007 року Леоні неодноразово викликався в збірну Швейцарії, але на поле не виходив. 
2010 року голкіпер був включений в заявку збірної на чемпіонат світу  у ПАР як один з дублерів Дієго Бенальйо, проте на поле також вийти не дістав можливості. 
Єдиний матч за збірну Леоні провів 10 червня 2011 року, вийшовши на заміну в другому таймі виїзного товариського матчу зі збірною Ліхтенштейну замість Бенальйо за рахунку 2-0 на користь своєї команди, але пропустив на 51 хвилині гол від Марко Рітцбергера, який став останнім у грі.

## Титули і досягнення
- Чемпіон Швейцарії (3):

«Цюрих»: 2005-06, 2006-07, 2008-09
- Володар Кубка Швейцарії (1):

«Цюрих»: 2004-05
- Володар Суперкубка Кіпру (1):

«Омонія»: 2012
- Чемпіон Азербайджану (1):

«Нефтчі»: 2012-13
- Володар Кубка Азербайджану (1):

«Нефтчі»: 2012-13